# Ананченко Юрій Іванович
Ананченко Юрій Іванович (10 липня, 1941, Сталіно — вересень 2015, Донецьк) — радянський футболіст, нападник, виступав, зокрема, за «Шахтар» (Донецьк) та «Зорю» (Луганськ).

## Біографія
Вихованець ДЮСШ Авангард, що в Сталіно.
Захищав кольори «Шахтар» (Донецьк) в 1959—1967 роках, провів у складі «гірників» 178 матчів, забив 53 м'ячі. З його ім'ям пов'язані перші історичні успіхи «Шахтаря». Завдяки дублю Юрія Ананченко в фінальному матчі з московським «Торпедо» «гірники» вперше завоювали Кубок СРСР в 1961 році. Фіналіст Кубку СРСР 1963 року.
Переможець Кубку СРСР 1961 року. Після завершення кар'єри гравця тренував клуб Шахтар (Горлівка).
Помер в 2015 році в віці 74 років в Донецьку.

## Статистика виступів
| Рік  | Клуб                   | Ліга | Чемпіонат матчі/голи | Кубок матчі/голи |
| ---- | ---------------------- | ---- | -------------------- | ---------------- |
| 1959 | Шахтар (Донецьк)       | А    | 5-0                  | 1-0              |
| 1960 | Шахтар (Донецьк)       | А    | 27-6                 | 3-4              |
| 1961 | Шахтар (Донецьк)       | А    | 20-5                 | 6-5              |
| 1962 | Шахтар (Донецьк)       | А    | 20-8                 |                  |
| 1963 | Шахтар (Донецьк)       | А    | 34-6                 | 4-2              |
| 1964 | Шахтар (Донецьк)       | А    | 27-9                 | 2-0              |
|      | Шахтар дубль (Донецьк) |      | ..-2                 |                  |
| 1965 | Шахтар (Донецьк)       | А    | 2-1                  |                  |
| 1966 | Шахтар (Донецьк)       | А    | 19-4                 | 1-0              |
| 1967 | Шахтар (Донецьк)       | А    | 7-2                  |                  |
|      | Шахтар дубль (Донецьк) |      | 11-3                 |                  |
|      | Зоря (Луганськ)        | А    | 6-0                  |                  |
|      | Зоря дубль (Луганськ)  |      | 3-0                  |                  |
| 1968 | Зоря (Луганськ)        | А    | 20-2                 | 2-0              |
|      | Зоря дубль (Луганськ)  |      | ..-2                 |                  |
| 1969 | Будівельник (Полтава)  | Б    | 5-0                  |                  |
| 1970 | Шахтар (Горлівка)      | Б    | 42-9                 |                  |
| 1971 | Шахтар (Горлівка)      | В    | 40-4                 |                  |
| 1972 | Шахтар (Горлівка)      | В    | 10-0                 |                  |